# Çò des de Leira
Çò des de Leira és una casa de Casau al municipi de Vielha e Mijaran (Vall d'Aran) inclosa a l'Inventari del Patrimoni Arquitectònic de Catalunya.

## Descripció
Çò des de Leira presenta l'estructura d'habitatge amb els edificis disposats entorn d'un pati i l'accés a través d'un portal. La casa adossada al terraplè presenta l'estructura habitual de dues plantes amb tres obertures cadascuna, i un "humarau" amb dues "lucanes", i una "humaneja" que emergeix en l'extrem nord. La façana, paral·lela a la "capièra" s'orienta a llevant.
La coberta és d'encavallades de fusta, de dos vessants i "tresaigües" en els "penalèrs", la teulada resolta amb un llosat de pissarra. En la planta baixa destaca la porta d'accés a la casa, de fàbrica, amb l'any d'execució gravat a la llinda (1879); aixoplugada per un balcó modern. Tot seguit, a la dreta, la "bòrda" principal presenta la típica diferenciació de nivells d'acord amb les funcions, la porta de l'estable en la planta baixa i la del "palhèr" en el primer pis, en aquest cas accessible a partir d'una rampa d'obra.